# Ambrogio Taegio
Ambrogio Taegio, in latino Ambrosius Taegius de Rognonibus (Milano, 1461 circa – Milano, 1523 circa), è stato un monaco cristiano e storico italiano.

## Biografia
Ambrogio Taegio faceva parte della prima generazione di frati del priorato di Santa Maria delle Grazie a Milano, fondato nel 1463. Divenuto frate domenicano il 22 maggio 1488, non lasciò mai Santa Maria delle Grazie. Le ultime notizie su di lui si trovano nel libro delle rendite del suo priorato del 7 luglio 1523. Dedicò tutta la vita a raccogliere le memorie del suo Ordine.
Di lui ci restano 6 vol. in fol. di memorie manoscritte che comprendono tutta la storia dell’Ordine dei frati predicatori dall’anno 1220 al 1513. L'opera di Taegio documenta con precisione gli eventi più importanti della storia dell'Ordine: la fondazione dei conventi e delle province; le vite e gli atti originali dei santi e delle sante; la serie dei cardinali e dei vescovi appartenenti all’Ordine.
Tutti gli studiosi che, dopo Taegio, si occuparono della storia dell’Ordine domenicano, si sono serviti di queste memorie ed i padri Jean Bolland, Godfrey Henschen e Daniel Papebroch hanno pubblicato molte vite di santi tratte dalla sua opera. Le memorie di Taegio sono note collettivamente con il titolo di Monumenta Ordinis. La maggior parte delle opere di Taegio può essere consultata solo in manoscritto. Solo le parti che trattano di San Domenico sono state pubblicate. I manoscritti autografi dei testi di Taegio erano conservati nella biblioteca di Santa Maria delle Grazie a Milano, ma sono oggi perduti. Le opere di Taegio sopravvivono solo in copie successive. Particolarmente importante è la copia settecentesca realizzata nel 1735 per ordine Tomás Ripoll, maestro generale dell'Ordine.

## Opere
- Chronica maior ordinis praedicatorum. Roma, AGOP, MS XIV.3.51–52; Bologna, Biblioteca Universitaria, MSS 1894 e 1979.
- Chronica minor ordinis praedicatorum. Roma, AGOP, MS XIV.3.53.
- De insigniis ordinis praedicatorum. Rome, AGOP, MS XIV.3.54–55.

## Edizioni parziali
- Pius Mothon, OP, Chronica conventus Bononiensis ad S.P. Dominicum sacri Ordinis Praedicatorum ex historicis fragmentis variis tabulariis, praesertim archivio generali dicti ordinis exstantibus collecta (Rome,1903), 303–630; e in Analecta Ordinis Praedicatorum, V (1901–2) 52–64, 77–128, 178–192, 240–256; XVIII (1927–28), 679–686; XIX (1929–30) 16–27, 158–166, 206–215, 335–347, 450–461.